# Alexandre Astruc
Alexandre Astruc (16è districte de París, 13 de juliol de 1923 - 19 de maig de 2016) va ser un director, guionista i escriptor francès.

## Biografia
Fill del periodista Marcel Astruc (París 2n 15 de desembre de 1886 - Saint-Germain-en-Laye 31 d'octubre de 1979) i Huguette Handel, també periodista. Apassionat de les matemàtiques i amic de Boris Vian, Alexandre Astruc freqüenta amb assiduïtat els cellers de l'existencialistes de Saint-Germain-des-Prés, a la dècada del 1940. Va ser ajudant de direcció de Marc Allégret per Blanche Fury (1947), abans de dirigir el seu primer curtmetratge Ulysse ou les Mauvaises Rencontres l'any 1948.
També és conegut per haver desenvolupat, el mateix any, la noció de càmera-bolígraf en un article a la revista L'Écran français: «Naissance d'une nouvelle avant-garde ».
El 20 de desembre de 1953 va signar amb 42 altres personalitats culturals franceses, incloses Alain Resnais o Jean Vidal la Déclaration du groupe des XXX (grup dels Trenta) a favor del curtmetratge, que s'anava aperdre pel decret per prohibir la doble programació als cinemes.
El 1994, tota la seva obra cinematogràfica va ser guardonada amb el Premi René-Clair, creat el mateix any.
Va morir el 19 de maig de 2016 a l'edat de 92 anys al 16è districte de París, va ser incinerat al crematori del Cementiri de Père-Lachaise el 27 de maig de 2016, en presència de Jean Douchet.

## Filmografia

### Director
Cinema
- 1948: Aller et retour, curtmetratge
- 1949: Ulysse ou les Mauvaises Rencontres, curtmetratge
- 1952: Le Rideau cramoisi, migmetratge
- 1955: Les Mauvaises Rencontres
- 1958: Une vie d'après Guy de Maupassant
- 1961: La Proie pour l'ombre
- 1962: L'Éducation sentimentale de Gustave Flaubert
- 1965: Évariste Galois, curtmetratge
- 1966: La Longue Marche
- 1968: Flammes sur l'Adriatique
- 1976: Sartre par lui-même, documental (amb Michel Contat)

Televisió
- 1964: Le Puits et le Pendule, curtmetratge d'Edgar Allan Poe
- 1975: Les Grands Détectives (sèrie) (episodi La carta robada) d'Edgar Allan Poe
- 1978: Louis XI ou La naissance d'un roi
- 1979: Louis XI ou Le pouvoir central
- 1980: À une voix près... ou La naissance de la IIIe république
- 1980 : Arsène Lupin joue et perd (fulletó)
- 1981: Histoires extraordinaires (sèrie) (episodi La chute de la maison Usher, d'Edgar Allan Poe)
- 1989: Une fille d'Ève, d'Honoré de Balzac
- 1993: Albert Savarus, amb Niels Arestrup i Dominique Sanda

### Assistent de director
- 1947: Blanche Fury de Marc Allégret
- 1948: Jean de la Lune de Marcel Achard

### Guionista
- 1948: Jean de la Lune de Marcel Achard
- 1952: La Putain respectueuse de Charles Brabant i Marcello Pagliero
- 1954: Il Visconte di Bragelonne de Fernando Cerchio
- 2001: Les Âmes fortes de Raoul Ruiz

### Actor
- 1949: Rendez-vous de juillet de Jacques Becker
- 1949 : La Valse de Paris de Marcel Achard
- 1957: Amour de poche de Pierre Kast
- 1974: La Jeune fille assassinée de Roger Vadim
- 1978: Cinématon de Gérard Courant

## Publicacions
- 1945: Les Vacances, éditions Gallimard
- 1975: Ciel de cendres, Le Sagittaire
- 1975 : La Tête la première, éd. Olivier Orban
- 1977: Le Serpent jaune (conte), éditions Gallimard]
- 1979: Quand la chouette s'envole (roman, suite de Le Serpent jaune), éditions Gallimard
- 1982: Le Permissionnaire (conte), éditions de la Table ronde
- 1989: Le Roman de Descartes, éditions Balland
- 1992: Du stylo à la caméra et de la caméra au stylo : Écrits (1942-1984), éditions de l'Archipel
- 1993: L'Autre Versant de la colline (conte), éd. Écriture
- 1994: Évariste Galois, Flammarion
- 1996: Le Montreur d'ombres, mémoires, Ed. Bartillat
- 1997: Le Siècle à venir (conte), Éditions Trédaniel, coll. "Pages de garde" dirigida per Michel Mourlet
- 2005 : Une Rose en hiver (conte), Éditions e/dite
- 2008 : Les Secrets de Mademoiselle Fechtenbaum (conte), Éditions France Univers
- 2015: Le Plaisir en toutes choses, entrevista amb Noël Simsolo, éditions Neige/Écriture

## Distincions

### Premis
- 1952 : Premi Louis-Delluc per Le Rideau cramoisi
- 1976 : Premi Roger-Nimier per Ciel de cendres
- 1980 : Premi Paul-Flat de l'Académie française per Quand la chouette s'envole
- 1990 : Premi Louis-Barthou de l'Académie française per Le roman de Descartes
- 1994 : Premi René-Clair de l'Académie française pel conjunt de la seva carrera cinematogràfica

### Condecoracions
- Comanador de l'Orde de les Arts i les Lletres, 30 de maig de 1996.[4]